# Unione Sportiva Bitonto Calcio

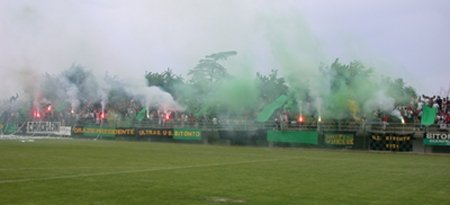
Hinchas del Bitonto celebrando el ascenso a la Serie D, mayo de 2003.

La Unione Sportiva Bitonto Calcio es un club de fútbol de Italia, con sede en Bitonto, Apulia. Fue fundado en 1921 y refundado en 2018. Compite en la Eccellenza Apulia, quinta categoría del fútbol italiano.

## Historia
En la temporada 2019/20 obtuvo por primera vez en su historia el ascenso a la Serie C dado que ocupaba la primera colocación en el grupo H al momento de la suspensión del torneo debido a la pandemia de COVID-19. Sin embargo, tras demostrarse que en el encuentro Picerno-Bitonto del día 5 de mayo de 2019, correspondiente a la temporada 2018/19, algunos jugadores del club recibieron coimas de 10000 euros para dejarse ganar, se le descontaron 5 puntos al club por lo que perdió el primer puesto y, por lo tanto, el ascenso a la tercera división.
De esta manera disputó la temporada 2020/21 en la cuarta división.

## Estadio
El Bitonto juega en el estadio Città degli Ulivi, con una capacidad de 3.000 espectadores.

## Palmarés

### Torneos regionales
- Eccellenza Apulia (1): 2002-03
- Promozione Apulia (2): 2001-02 (Grupo A), 2013-14 (Grupo A)
- Prima Categoria Apulia (1): 1967-68 (Grupo A)
- Copa de Promozione Apulia (1): 2013-14
- Supercopa de Promozione Apulia (1): 2001-02, 2013-14